# Улица Југ Богдана
Улица Југ Богдана је једна од многобројних бањалучких улица. Она се налази на Старчевици. Ова улица је позната по "Гроздовима", црвено-белим зградама које су изграђене у XX веку, и "Кулама". У овој улици се налази неколико продавница, бензинска пумпа, полицијска станица и пошта. Дугачка је око 1,4 км. Веже следеће улице: Улица Стевана Булајића, Улица Српских устаника, Улица Церска, Улица Мајке Југовића, Булевар Војводе Степе Степановића, Улица Милице Стојадиновић Српкиње, Улица Високих Дечана, Улица Манастира Грачанице, Студеничка улица, Улица Саничких жеталаца, Улица Стевана Првовјенчаног и Улица Јосифа Панчића.
На адреси Југ Богдана 108 смјештене су Полицијска станица Обилићево и Полицијска станица за безбједност саобраћаја Бања Лука.

## Карте
- Викимапија